# Magomadas
Magomadas település Olaszországban, Szardínia régióban, Oristano megyében. Lakosainak száma 605 fő (2023. január 1.). Magomadas Flussio, Tresnuraghes, Bosa és Modolo községekkel határos.

## Népesség
A település lakossága az elmúlt években az alábbi módon változott:
| Lakosok száma | 596  | 664  | 655  | 605  |
|               | 2008 | 2017 | 2018 | 2023 |